# 桂宮淑子内親王
桂宮淑子内親王（かつらのみや すみこないしんのう、文政12年1月19日〈1829年2月22日〉 - 明治14年〈1881年〉10月3日）は、仁孝天皇の第三皇女。世襲親王家の桂宮第12代当主。生母は按察使典侍の甘露寺妍子。幼名は敏宮（ときのみや）。孝明天皇は異母弟、徳川家茂の正室の和宮は異母妹にあたる。

## 来歴
天保11年（1840年）1月28日、閑院宮愛仁親王と婚約。天保13年（1842年）9月15日、結婚を前に内親王宣下を被るが、その2日後に愛仁は薨去してしまう。
異母弟の節仁親王が継承した桂宮は、節仁が天保7年（1836年）3月5日に亡くなったため当主不在となっていた。淑子は文久2年（1863年）12月23日に第12代として桂宮を継承した。女宮が世襲親王家を継承した唯一の例である。慶応2年（1866年）4月22日には准三宮（准后）・一品に叙されて以後桂准后宮（かつら じゅごうのみや）と呼ばれ、同じ准三宮だった孝明天皇女御の九条夙子（英照皇太后）よりも宮中席次は上席だった。
明治14年（1881年）53歳で死去。同年10月20日京都府京都市上京区の相国寺で葬儀が執り行われ、同市東山区の泉涌寺内に葬られた。淑子の薨去をもって桂宮家は断絶した。久邇宮朝彦親王が政府要人に働きかけて三男の世志麿（久邇宮邦彦王）に桂宮を継がせようとしたが、成功しなかった。

## 人物
大変人見知りの激しい性格で、御所の庭を散歩するときにも輿に乗り簾の間からかいま見るという行動をとっていた。物怖じしない性格の妹の和宮とは全く対照的だったという。和宮とは一時期同居していたことがある。
現在二条城本丸御殿といわれているのが、淑子の住まいであった桂宮邸である。能を愛好していた彼女の好みにより、座敷の一部は能舞台として使えるように改造されており、その遺構が現存する。

## 墓

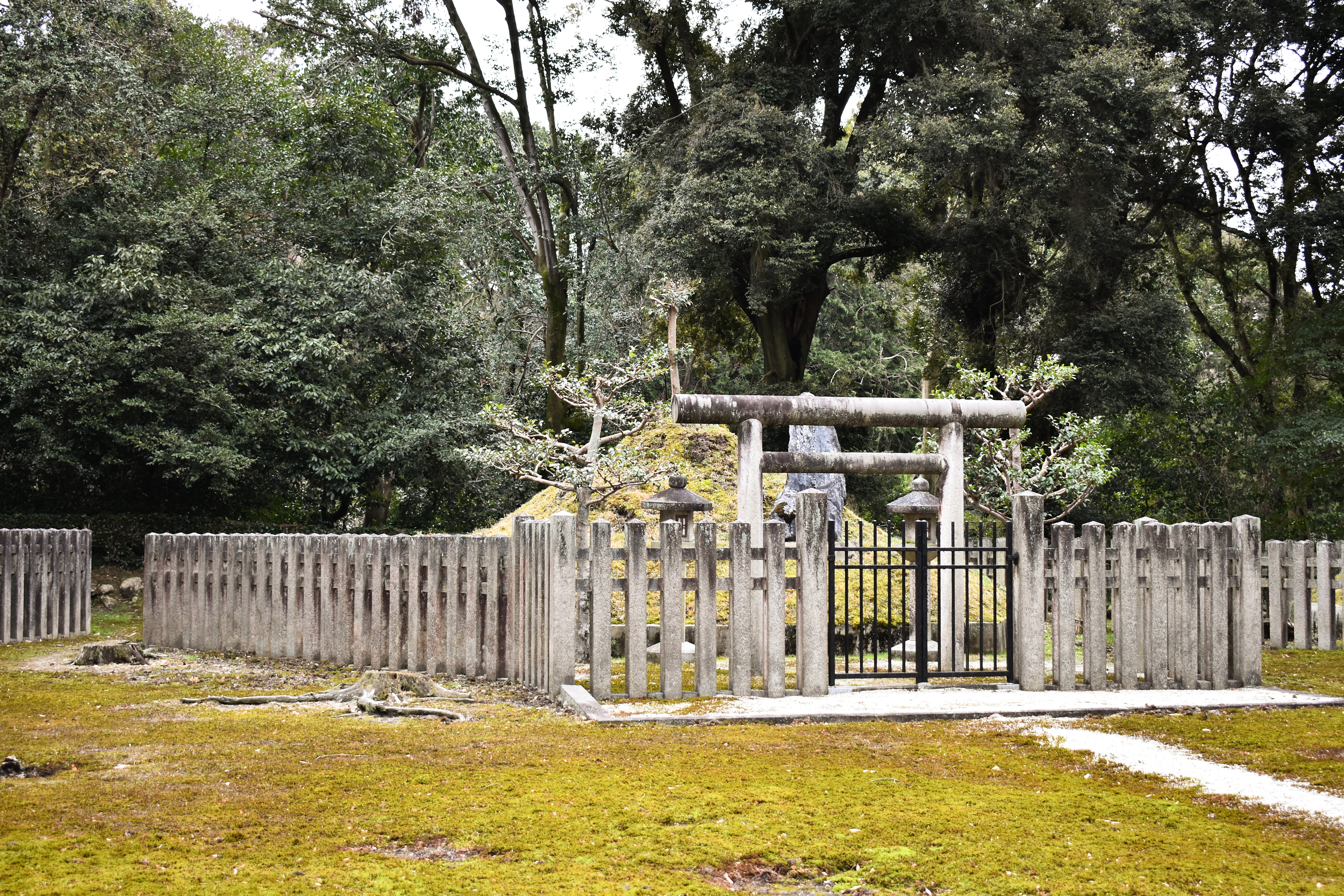
淑子内親王墓

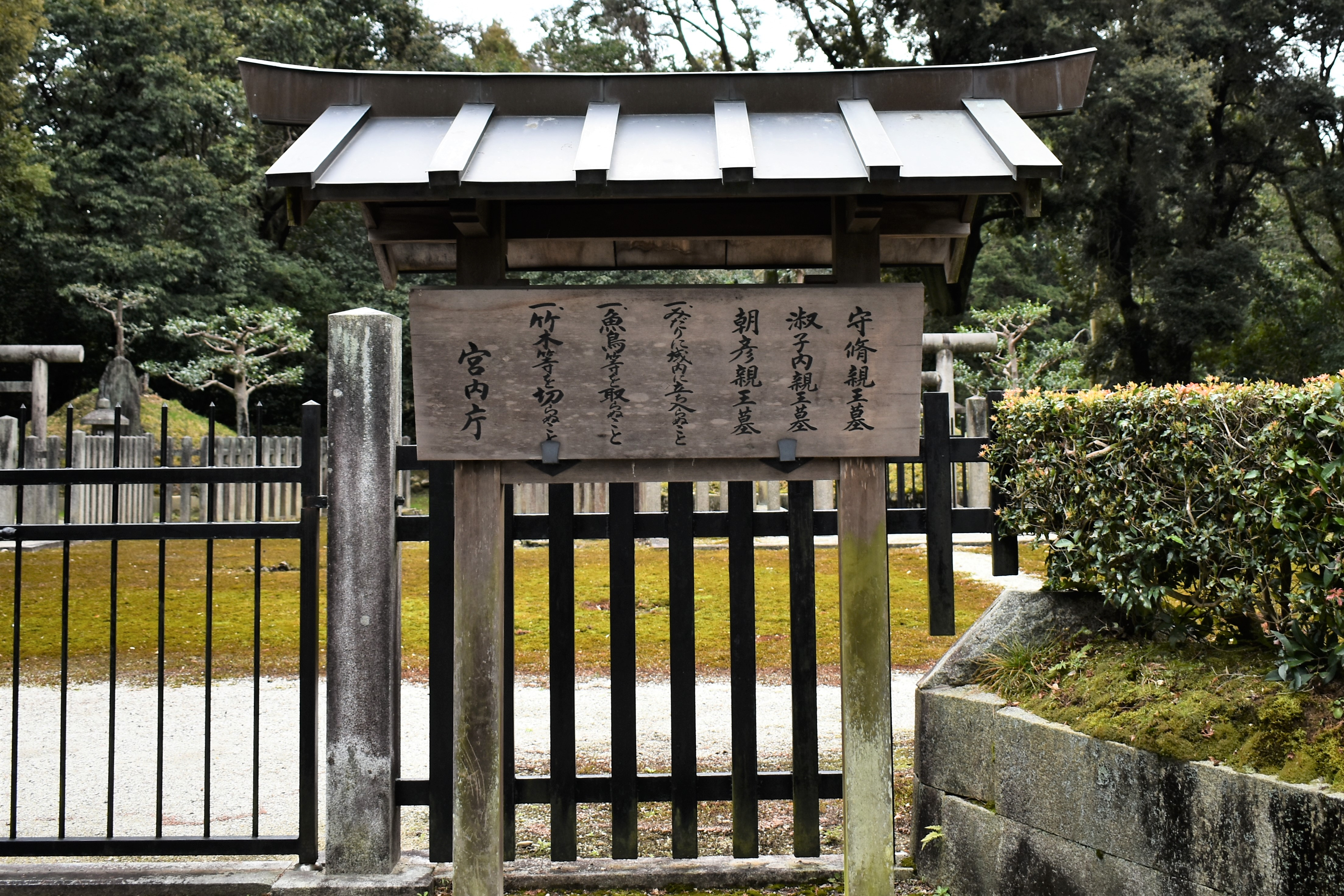

墓は京都府京都市東山区今熊野南谷町の泉涌寺内にある。淑子内親王墓には朝彦親王墓と守脩親王墓が隣接している。